# Daniel Natter
Daniel Natter (* 26. November 1994 in Graz) ist ein österreichischer Eishockeyspieler, der zuletzt bei den Graz 99ers in der Österreichischen Eishockey-Liga unter Vertrag stand.

## Karriere
Natter begann seine Karriere bei den Graz 99ers. Dort steht er seit 2010 unter Vertrag und spielte auch kurzfristig für KSV Eishockey und die zweite Mannschaft des EC-KAC.

## Erfolge und Auszeichnungen
- 2011 Österreichischer Drittliga-Meister mit der zweiten Mannschaft der Graz 99ers
- 2013 Österreichischer U20-Meister mit den Graz 99ers

## Karrierestatistik
(Legende zur Spielerstatistik: Sp oder GP = absolvierte Spiele; T oder G = erzielte Tore; V oder A = erzielte Assists; Pkt oder Pts = erzielte Scorerpunkte; SM oder PIM = erhaltene Strafminuten; +/− = Plus/Minus-Bilanz; PP = erzielte Überzahltore; SH = erzielte Unterzahltore; GW = erzielte Siegtore; 1 Play-downs/Relegation; Kursiv: Statistik nicht vollständig)